# Maxillaria podochila
Maxillaria podochila är en orkidéart som beskrevs av Friedrich Fritz Wilhelm Ludwig Kraenzlin. Maxillaria podochila ingår i släktet Maxillaria och familjen orkidéer.
Artens utbredningsområde är Colombia. Inga underarter finns listade i Catalogue of Life.